# Utsunomiya Blitzen
El Utsunomiya Blitzen (codi UCI: BLZ) és un equip ciclista japonès professional en ruta, de categoria Continental.

## Principals resultats
- Volta a Okinawa: Nariyuki Masuda (2014, 2016)
- Volta a Hokkaidō: Nariyuki Masuda (2016)

### Grans Voltes
- Tour de França
  - 0 participacions

- Giro d'Itàlia
  - 0 participacions

- Volta a Espanya
  - 0 participacions

## Classificacions UCI
A partir del 2009 l'equip participa en les proves dels circuits continentals, especialment a l'UCI Àsia Tour.
UCI Àsia Tour
| Temporada | Classificació per equips | Millor ciclista en la classificació individual |
| --------- | ------------------------ | ---------------------------------------------- |
| 2009      | 49è                      | Yoshimasa Hirose (214è)                        |
| 2010      | 43è                      | Yoshimitsu Tsuji (119è)                        |
| 2011      | 46è                      | Nariyuki Masuda (127è)                         |
| 2012      | 46è                      | Nariyuki Masuda (108è)                         |
| 2013      | 69è                      | Tomoyuki Iino (314è)                           |
| 2014      | 48è                      | Nariyuki Masuda (69è)                          |
| 2015      | 46è                      | Nariyuki Masuda (147è)                         |
| 2016      | 19è                      | Nariyuki Masuda (38è)                          |
| 2017      | 14è                      | Takeaki Amezawa (38è)                          |